# Clovia eranchiensis
Clovia eranchiensis is een halfvleugelig insect uit de familie Aphrophoridae. De wetenschappelijke naam van deze soort is voor het eerst geldig gepubliceerd in 1963 door Synave.